# 西澤呈
西澤 呈（にしざわ じょう、2003年2月28日 - ）は、日本の歌手、作詞家、作曲家、編曲家、DJであり、男女7人組のダンス&ボーカルグループ・GENICのメンバー。神奈川県出身。エイベックス・クラン所属。所属レコード会社はavex trax。TikTokでも活動しており、『JO3』名義でソロプロジェクトも行っている。

## 経歴

### 2017年
4月22日 - 2018年3月31日：ダンスボーカルグループとしてデビューを目指す育成ユニット、α‐X's（アクロス）のメンバーとして活動する。

### 2019年
6月7日：avexの新たなダンス&ボーカルa-genic PROJECTにJOEとして活動する。
11月15日：GENICのメンバーとして1枚目のEP「SUNGENIC ep」を配信リリースし、活動開始する。

### 2020年
2月7日：GENICの2枚目となるEP「MOONGENIC ep」で初めて楽曲制作に携わり、メンバーの小池竜暉と共同で作詞・作曲・編曲を手掛けた『UPDATE』が配信リリースされる
9月23日：ソロ名義 JOE（From  GENIC）で、5曲入りミックステープとして「This is JOE!!!」がavex traxより配信リリースされる。

### 2022年
6月8日：TikTokに投稿した「#誰も知らない君を見せて」の総再生回数が1億回を越え、フルバージョンの「誰も知らない君を見せて」が配信リリースされる。当初は「誰も知らない君を見せて　シャッターを切るよ3.2.1」のフレーズのみだったが、「フルで聴きたい」という反響を受け、コメント欄でファンからのアイディアを募い、フルバージョンを制作した。
12月14日：TikTokにて楽曲展開をしていた「終わりがあるなら始めたくないよ」のフルバージョンが配信リリースされる。作詞・作曲・編曲に加え、ジャケット写真も本人が手掛けたセルフプロデュース作品である。

### 2024年
2月28日：自身の21歳の誕生日にインスタライブにて、JOE名義とは別に『JO3』としてソロプロジェクトを開始することを発表する。
6月7日：イギリス在住アーティストの Darla Jade 、サウンドプロデューサーの Sam Berson とともにロンドンで楽曲制作した「You And I」が『JO3』名義で配信リリースされる。

### 2025年
3月25日：スウェーデン出身の大人気プロデューサー・デュオ、NOTD（ノーテッド）のジャパン・ツアーの全公演に『JO3』としてオープニングDJを務めることが発表される。 。

## 人物
- 愛称は「じょう」「じょうくん」など[13]。
- 小さい頃からマイケル・ジャクソンが好きで、ステージに登場しただけで、多くの人が惹きつけられていく姿を見て、「ステージの力ってすごいんだな」と憧れを持ち、音楽業界を目指すようになった[14]。
- 作詞作曲を始めたのは、前に所属していたグループが解散になったときに、自分の武器になるものが欲しいと考えたことがきっかけ。近くにあって支えてくれたのが音楽だったため、音楽に恩返しするという意味でも音楽作りを始めてみようと思った[15]。

## 作品
すべて avex trackよりリリース。

### JOE （From GENIC）名義
| # | 発売日         | タイトル                           | 販売形態 | 備考                                                                                     |
| - | -------------- | ---------------------------------- | -------- | ---------------------------------------------------------------------------------------- |
| 1 | 2020年9月23日  | This is JOE!!!/by JOE (from GENIC) | DIGITAL  | 5曲入りのMIX TAPE                                                                        |
| 2 | 2022年6月8日   | 誰も知らない君を見せて             | DIGITAL  | ABEMAの恋愛番組『恋する♥週末ホームステイ 2023春 ～ Sweet Orange Memory ～』の第1話挿入歌 |
| 3 | 2022年12月14日 | 終わりがあるなら始めたくないよ     | DIGITAL  |                                                                                          |

### JO3 名義
| # | 発売日         | タイトル      | 販売形態 | 備考           |
| - | -------------- | ------------- | -------- | -------------- |
| 1 | 2024年6月7日   | You And I     | DIGITAL  | ロンドンで制作 |
| 2 | 2024年8月14日  | Shooting Star | DIGITAL  | ロンドンで制作 |
| 3 | 2024年10月23日 | Risk It All   | DIGITAL  | ロンドンで制作 |
| 4 | 2025年3月21日  | LOST          | DIGITAL  |                |

### 提供楽曲
- GENIC
  - 「UPDATE」作詞・作曲・編曲　※小池竜暉と共同制作
  - 「BURNIN' BURNIN'」作詞
  - 「FLY」作詞・作曲・編曲　※小池竜暉と共同制作
  - 「来たる春」作詞・作曲　※作曲のみ小池竜暉と共同制作
  - 「春うらら」作詞・編曲　※作詞のみ小池竜暉と五戸力と共同制作
  - 「Shaky Shaky」作詞
  - 「まわりみち」作詞・作曲・編曲
  - 「We Gotta Move」作詞　※小池竜暉と共同制作
  - 「ジリジリSUMMER」作詞・作曲・編曲　※編曲のみ久保田真悟 （Jazzin' park）と共同制作
  - 「Aventure」作詞・作曲・編曲　※作詞・作曲は小池竜暉と共同制作、編曲は久保田真悟 （Jazzin' park）と共同制作
  - 「U&I」作詞・作曲・編曲　※作詞・作曲は小池竜暉と共同制作
  - 「TALK」作詞・作曲・編曲　※作詞・作曲は小池竜暉と工藤大輝と共同制作
  - 「Flavor」作詞・作曲・編曲　※小池竜暉と共同制作
  - 「サヨナラの理由」作詞　※小池竜暉と共同制作
  - 「I'll Be There」作詞　※増子敦貴と共同制作
  - 「GradatioN」作詞・作曲・編曲　※作詞・作曲は工藤大輝と共同制作
  - 「Never Gonna stop」作詞
  - 「Sorry not sorry」作詞
  - 「アンストッパブル」作曲・作詞・編曲　
  - 「Aller loin」作詞　※雨宮翔・金谷鞠杏と共同制作
  - 「ぎゅっと」作詞

### 外部提供楽曲
- ŹOOĻ
  - 「CONQUEROR」作詞・作曲　※小池竜暉と共同制作

- 鏡花水月
  - 「Carry On」作詞・作曲・編曲

## 出演

### テレビ
- KURUNE -next music live-（2023年1月23日、BSJapanext）[21]-JOEとして出演

### ラジオ
- THE TRAXX（2025年4月4日 - 、金曜1:00 - 、InterFM）[22]-JO3として出演

### イベント
- PROTOCOL LABELNIGHT – NICKY ROMERO & FRIENDS-（2024年7月12日、ZEROTOKYO）
- WARP SHINJUKU GUEST EVENT（2024年11月12日、WARP SHINJUKU）
- NOTD THE DIGITAL NOTES JAPAN TOUR LABELNIGHT （2025年4月15日-19日、Zepp Shinjuku ほか）
- SEL OCTAGON TOKYO HEAVEN（2025年5月4日、SEL OCTAGON TOKYO）
- SEL OCTAGON TOKYO 6TH ANNIVERSARY（2025年7月18日、SEL OCTAGON TOKYO）
- ULTRA JAPAN 2025 OFFICIAL PRE-PARTY COUNTDOWN TOUR（2025年8月22日、SEL OCTAGON TOKYO）
- ULTRA JAPAN 2025（2025年9月14日、Tokyo Odaiba Ultra Park）

-以上すべてJO3として出演